# Вергара, Унаи
Унаи Вергара Дьес-Кабальеро (исп. Unai Vergara Díez-Caballero род. 20 января 1977, Португалете, Страна Басков) — испанский футболист, игрок сборной Испании.

## Карьера
Унаи родился в Португалете. После трех сезонов игры в скромных командах Каталонии он представлял ФК «Мерида» во втором дивизионе 1999-2000 годов, где провел прекрасную индивидуальную кампанию; однако, хотя команда из Эстремадуры заняла шестое место, клуб был понижен в классе из-за отсутствия выплат игрокам.
Впоследствии Унаи перешел в футбольный клуб «Вильярреал», который только что вернулся в Ла Лигу. В течение трех сезонов он был относительно востребован, а в своем первом сезоне забил три гола. Его первый матч в соревнованиях состоялся 28 октября 2000 года, когда он вышел со скамейки запасных в домашней ничьей 0:0 против «Атлетик Бильбао».
После череды травм (некоторые из них были серьезными) Унаи провел невзрачный период в ФК «Альбасете», был отпущен в июне 2004 года.
28 февраля 2001 года Унаи единственный раз сыграл за сборную Испании, отыграв 90 минут в товарищеском матче против Англии в Бирмингеме со счетом 0:3. Ранее он представлял страну на летних Олимпийских играх 2000 года, сыграв три раза за будущих серебряных призеров.